# Battonyai járás
A Battonyai járás Csanád vármegye (1923 és 1945 között Csanád, Arad és Torontál k.e.e. vármegye) egyik járása volt. Székhelye az állandó járási székhelyek kijelölésétől, 1886-tól mindvégig Battonya volt. Az 1950-es megyerendezés során néhány hónapra átcsatolták Békés megyéhez, az 1950-es járásrendezéskor azonban megszüntették, teljes területét beolvasztva a Mezőkovácsházi járásba.
Népessége 1941-ben 32 689 fő volt.

## Települések
A következő öt település tartozott mindvégig a Battonyai járáshoz: Battonya, Dombegyház, Kevermes, Magyardombegyház és Mezőhegyes. A trianoni békeszerződést megelőzően ide tartozott még a Romániához csatolt Kisiratos és Tornya is, és az 1946-ban Dombegyház határából alakult Kisdombegyház szintén ide lett beosztva.